# Чашица (анатомија)
Чашица или патела је парна, равна, троугласта сезaмоидна кост која је смештена у завршној тетиви четвороглавог мишића бута. Својом задњом страном клиза по трохлеарној јами бутне кости и тиме формира чашично бутни зглоб. Налази се на предњем делу зглоба колена и према свом положају представља централну тачку припајања четвороглавог мишића бута (m. quadriceps femoris) и чашичног лигамента (lig. patellae).  

## Етимологија
Реч чашица или патела је настала крајем 17. века од деминутивног облика латинске речи patina или  patena или paten,, што значи плитка здела, посуда или чинија.

## Анатомија
Чашица је спљоштена кост, троугластог облика и на којој се описују предња и задња страна, горња, спољашња и унутрашња ивица, база и врх.
Предња страна чашице
Предња страна пателе је неравна и храпава због присуства низа вертикалних гребена који су настали због пружања и урастања дубоких влакана тетиве четвороглавог мишића бута у покосницу чашице. Благо је конвексна и подељена је у три дела. У горњој трећини се припаја тетива (m. quadriceps femoris). Површински део ове тетиве се наставља преко предњег дела површине пателе и формира дубоку фасцију која пријања уз кост. На средњој трећини се налазе васкуларни отвори и вертикалне пруге које настају због  припајања дубоких тетивних влакана. Доња трећина предње стране се завршава врхом пателе који је обавијен пателарним лигаментом.
Задња страна чашице
Задња страна је највећим делом глатка и овална због присуства зглобне површине (facies articularis patellae) која служи за зглобљавање са одговарајућом зглобном површином на предњој страни доњег окрајка бутне кости (facies patellaris). Ова зглобна површина је подељена на два зглобна поља широким средишњим гребеном (crista s. linea eminens patellаe). Спољашње и унутрашње зглобно поље, односно латерални и унутрашњи фасет су прекривени дебелим слојем зглобне хрскавице. Спољашњии фасет је знатно већи од унутрашњег и њихова површина је углавном конкавна. Појединачно гледано, обе фасете су подељене на додатне три фасете, поређане одозго ка доле у хоризонталном положају. Те мање фасете су проксимална, медијална и дистална. Поред наведених шест, постоји и седма фасета која се налази код унутрашње ивице са задње стране чашице.  
Гребен који дели задњу страну чашице на два дела клизи по жлебу који се налази на facies patellaris, на предњој страни споја кондила фемура током флексије колена. Жлеб по којем клизи гребен чашице је уједно и размак између кондила фемура и у нормалним околностима формира угао од приближно 140°. Већи угао може указивати на трохлеарну дисплазију и створити услове за дислокацију чашице.  
Тетивна влакна квадрицепса која прекривају предњу страну кости и чашични лигамент (lig.patellae) заједно са зглобном чахуром и спољашњим и унутрашњим крилцима (ретинакулумима) стабилизују чашицу у мировању. Спољашњу транслацију чашице умањује примарно унутрашња крилца  (retinaculum pattelae mediale). Она се пружају од унутрашње квржице која је место припајања m. adductor magnus и унутрашњег епикондила бутне кости до унутрашње ивице чашице. Са спољашње стране чашицу стабилизују спољашња крилца  чашице  (retinaculum pattelae laterale) која повезују спољашњи епикондил бутне кости и спољашњу ивицу чашице, зглобну чахура и илиотибијалну траку. Они ограничавају унутрашњу транслацију. Ретинакулуми (крилца) имају хоризонтална и вертикална влакна која представљају делове завршних тетива две главе квадрицепса, m. vastus lateralis и m. vastus medialis.  
Ивице чашице
Спољашња (латерална) и унутрашња (медијална) ивица чашице су такође храпаве и заобљене. На њима се припајају тетивна влакна мишића две главе четвороглавог мишића бута и то m. vastus medialis на медијалној и m.vastus lateralis на латералној ивици. 
База и врх чашице
База пателе је окренута на горе а врх је усмерен пут надоле. Са врха чашице полази чашична веза – lig. patellae, која представља дистални сегмент завршне тетиве четвороглавог мишића бута m. quadriceps femoris. На задњој страни врха налазе се прошарани густи капиларни крвни судови који се пружају до инфрапателарног масног јастучета чија је улога смањивање трења између чашичне и бутне кости.

## Функција
Основна функција чашице је клизање по трохлеарној јами на facies patellaris и може се вршити у неколико равни. Ови покрети укључују клизање у фронталној (латерално и медијално клизање), сагиталној (проксимално и дистално клизање) и трансверзалној равни (ротирање око уздужне осе).
Приликом потпуне екстензије колена чашица нема контакта са бутном кости. Први контакт између зглобне површине чашице и трохлеарне јаме, у зависности од особе, дешава се на око 15° савијања (флексије). Контактна површина се повећава даљим повећањем савијања у колену до 60° када чашица креће да клизи више пут споња. Највећа контактна површина се ствара при углу од 45° до 90° током савјања у висини унутрашњих фасета чашице.
Савијањем колена између 90° и 120° контакт се остварује више у горњем делу и то у крајњим спољашњем и унутрашњем делу фасета чашице. У максимално савијеном положају колена чашица је само својим доњим делом у минималном контакту са трохлеарном јамом док је у горњем делу испред коштаног дела бутне кости. На то утиче тетива квадрицепса која повлачи чашицу проксимално приликом савијања.